# Сен-Маме
Сен-Маме́ (фр. Saint-Mamet, окс. Sent Memet) — коммуна во Франции, находится в регионе Юг — Пиренеи. Департамент — Верхняя Гаронна. Входит в состав кантона Баньер-де-Люшон. Округ коммуны — Сен-Годенс.
Код INSEE коммуны — 31500.

## География

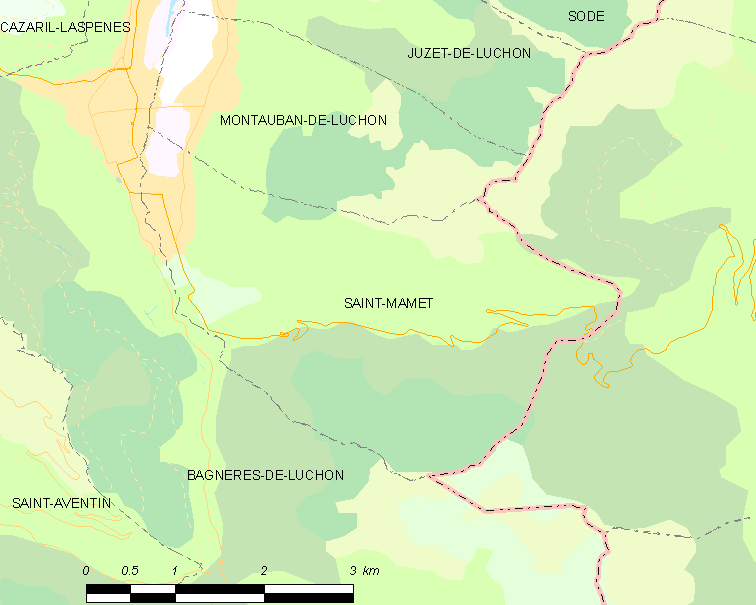
Карта коммуны

Коммуна расположена приблизительно в 690 км к югу от Парижа, в 115 км к юго-западу от Тулузы.
На западе коммуны протекает река Пик. Большую часть территории коммуны занимают леса.

## Климат
Климат умеренно-океанический. Зима мягкая и снежная, весна характеризуется сильными дождями и грозами, лето сухое и жаркое, осень солнечная. Преобладают сильные юго-восточные и северо-западные ветры.

## Население
Население коммуны на 2010 год составляло 574 человека.
| 1962 | 1968 | 1975 | 1982 | 1990 | 1999 | 2010 |
| ---- | ---- | ---- | ---- | ---- | ---- | ---- |
| 365  | 392  | 410  | 442  | 491  | 499  | 574  |

## Экономика
В 2010 году среди 361 человека трудоспособного возраста (15—64 лет) 258 были экономически активными, 103 — неактивными (показатель активности — 71,5 %, в 1999 году было 72,2 %). Из 258 активных жителей работали 234 человека (114 мужчин и 120 женщин), безработных было 24 (13 мужчин и 11 женщин). Среди 103 неактивных 30 человек были учениками или студентами, 47 — пенсионерами, 26 были неактивными по другим причинам.

## Фотогалерея

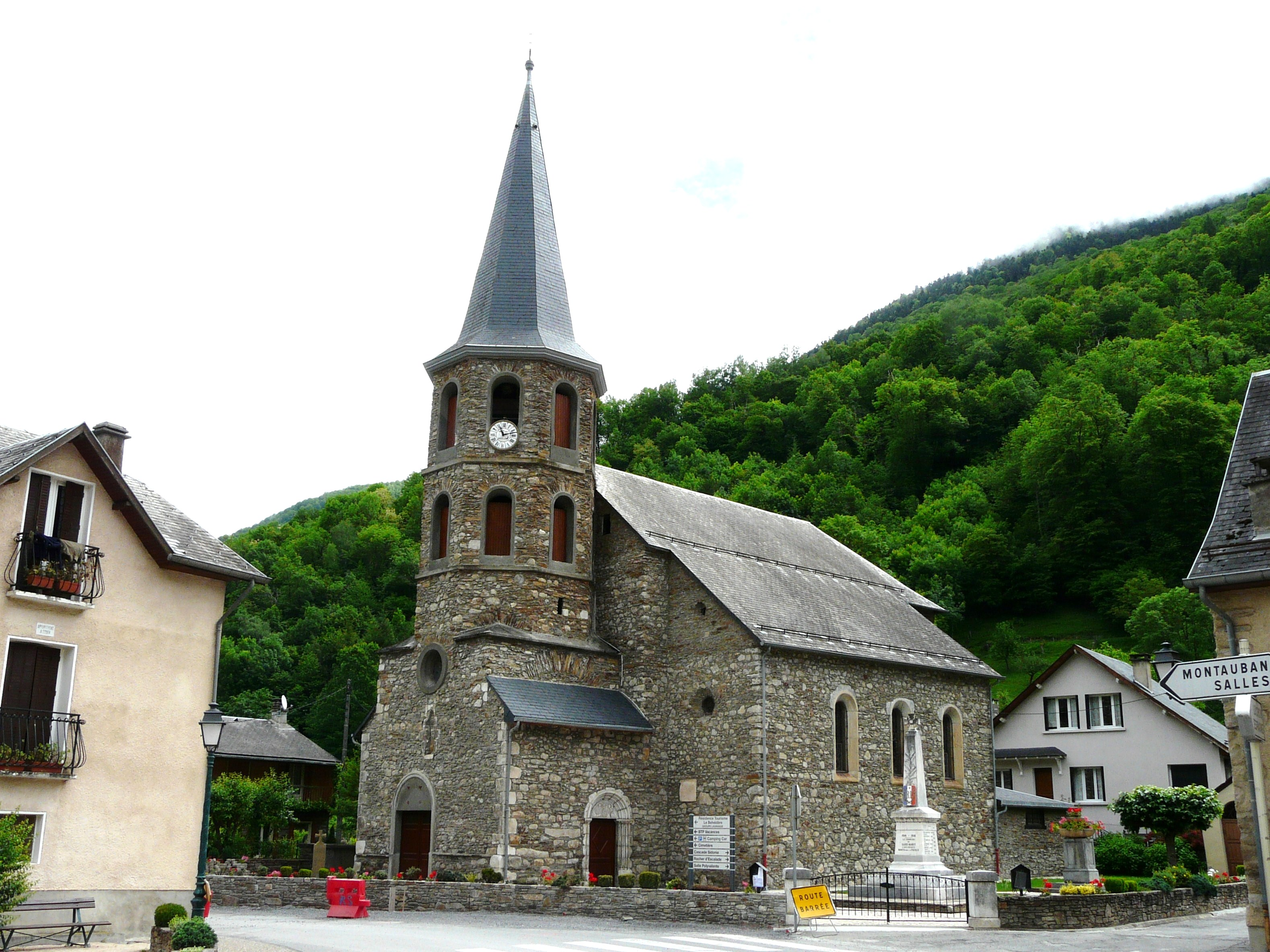
Церковь
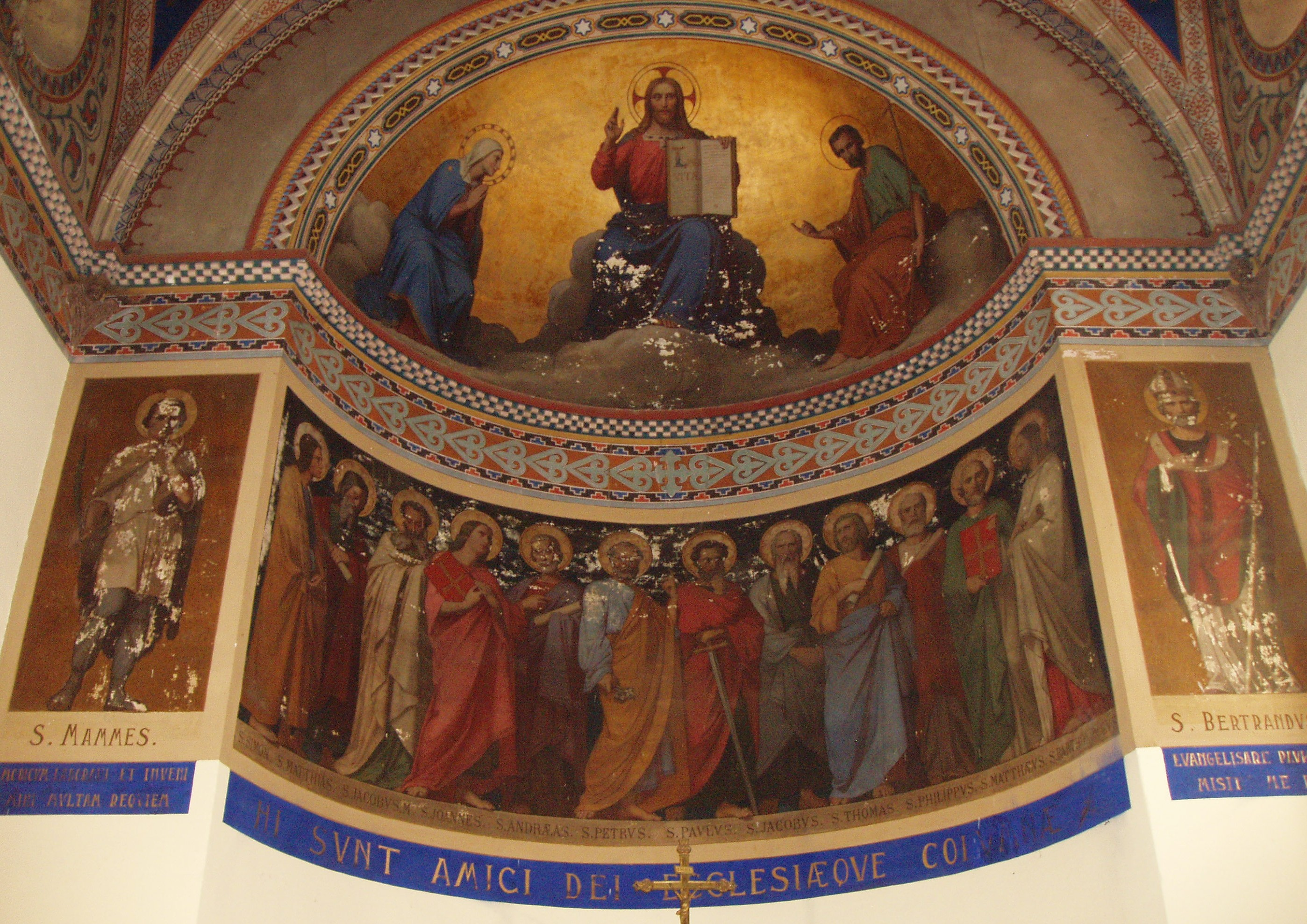
Фреска церкви
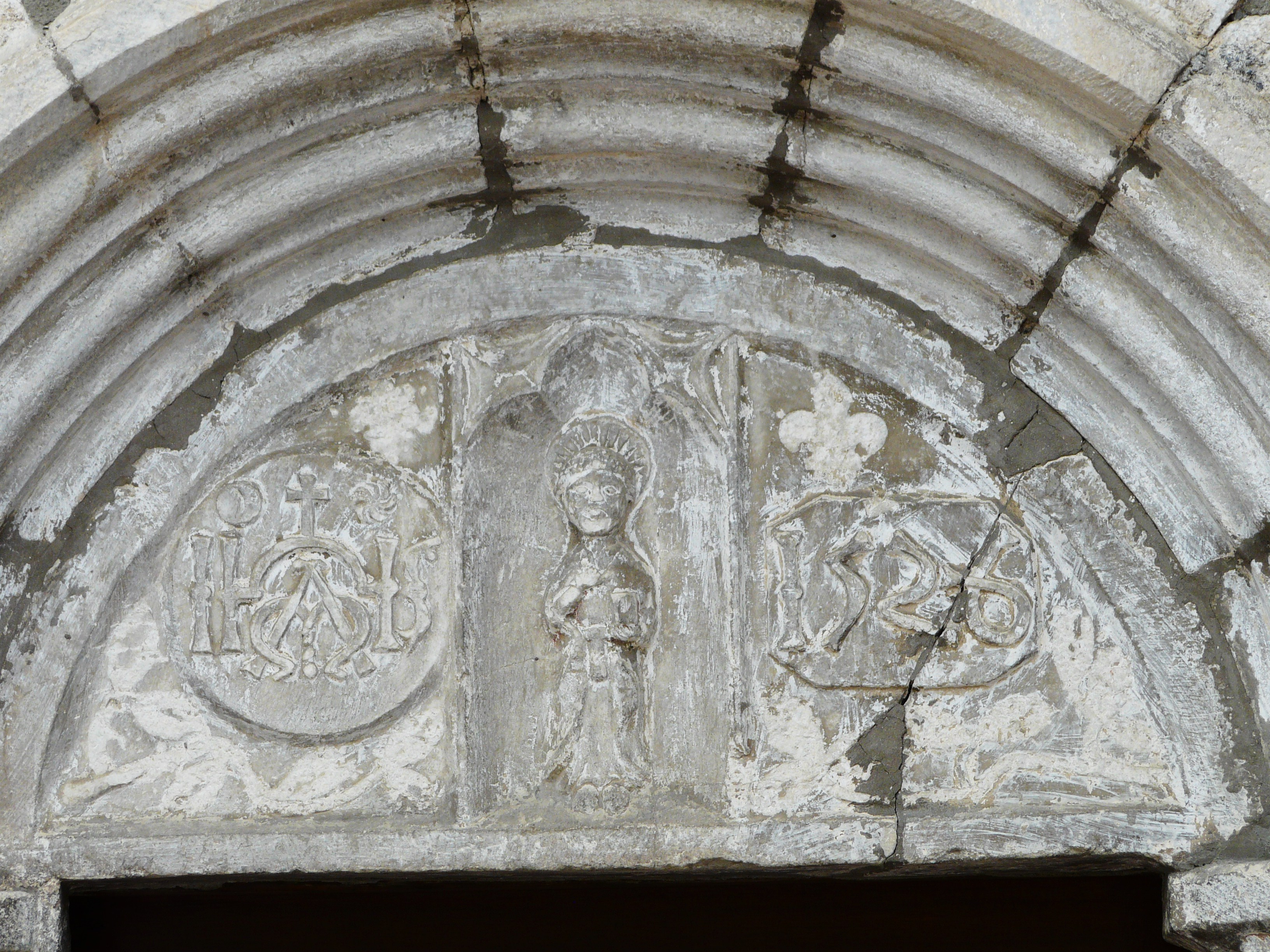
Скульптурный тимпан над порталом церкви
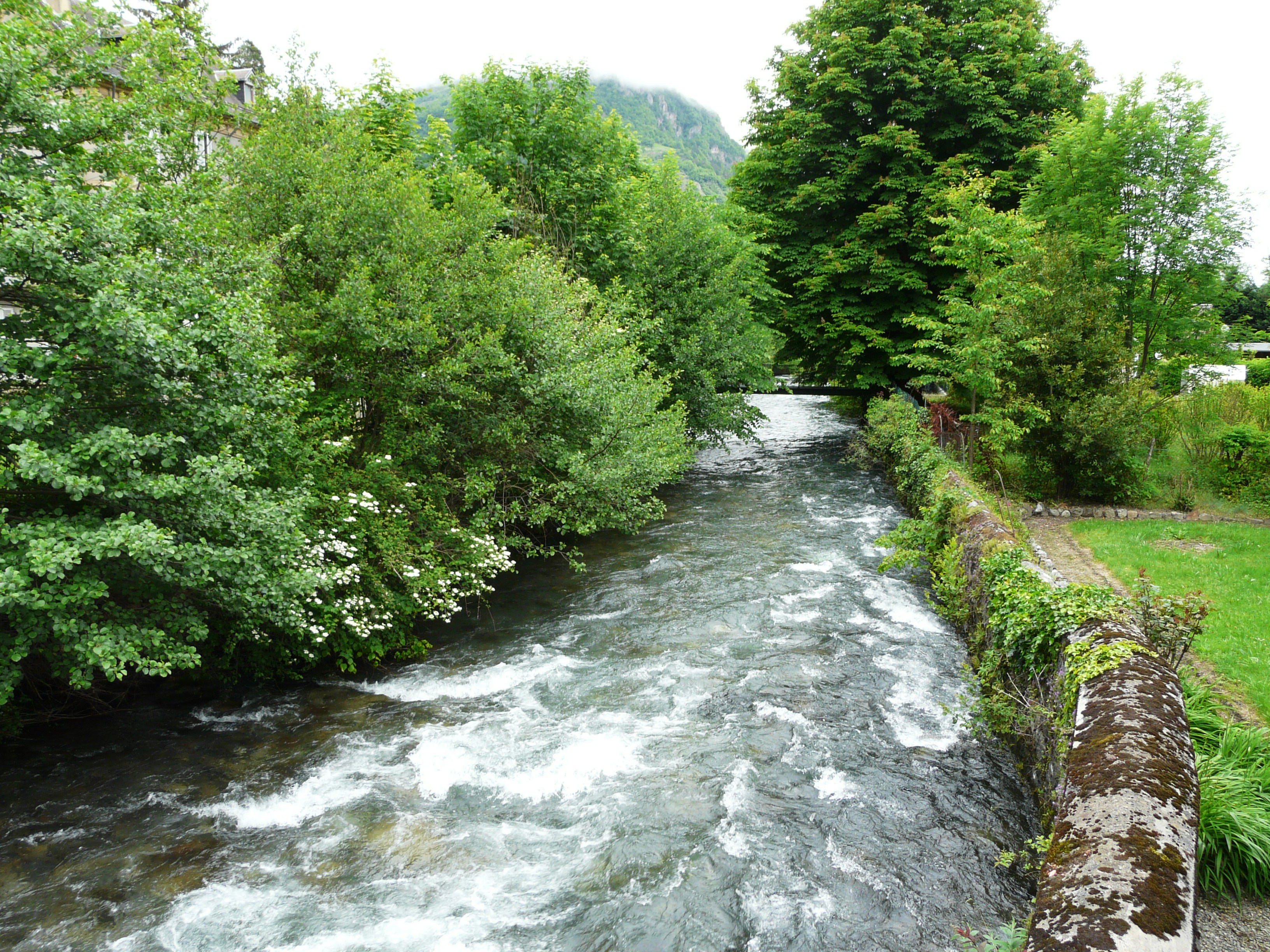
Река Пик
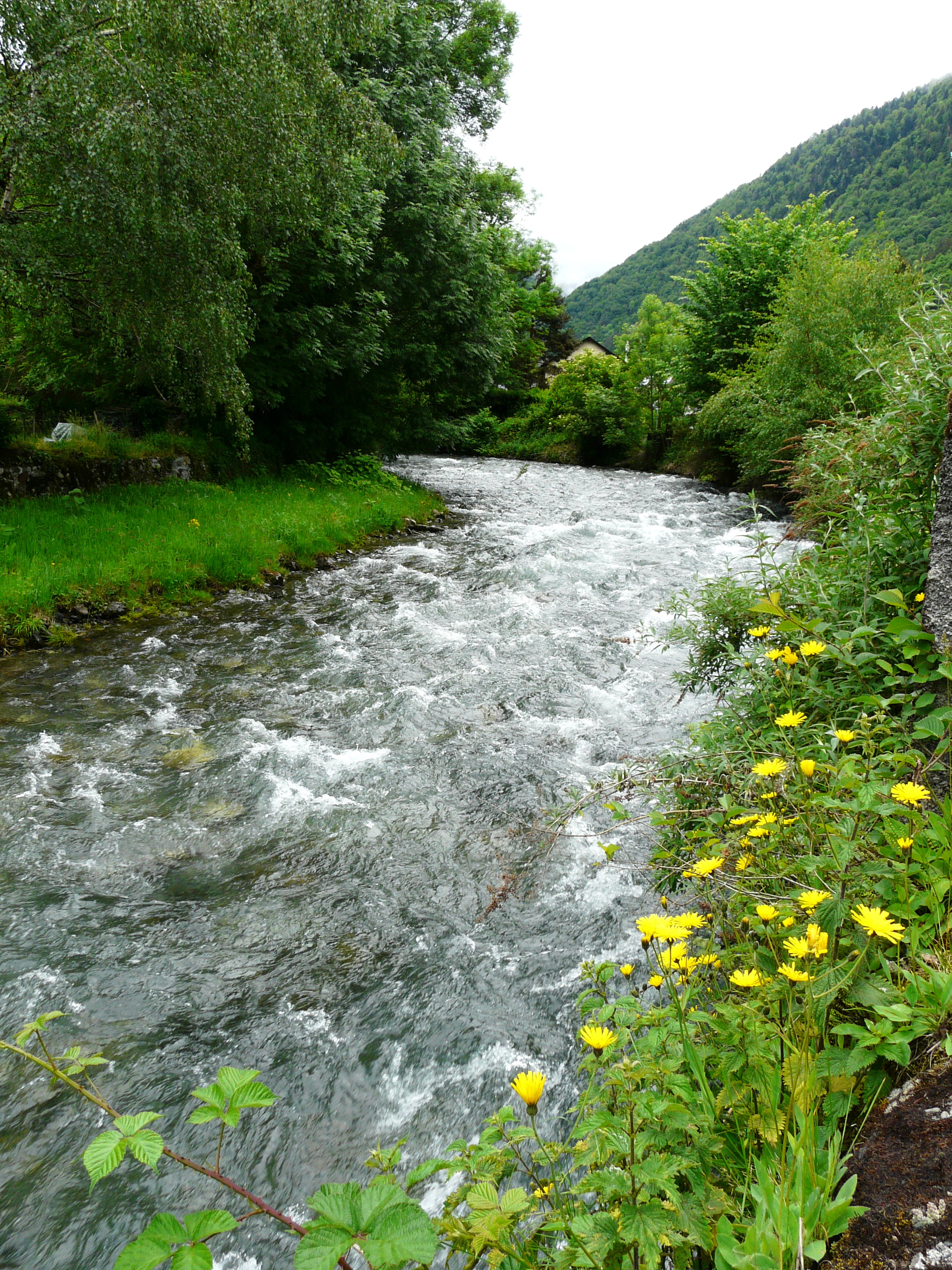
Река Пик
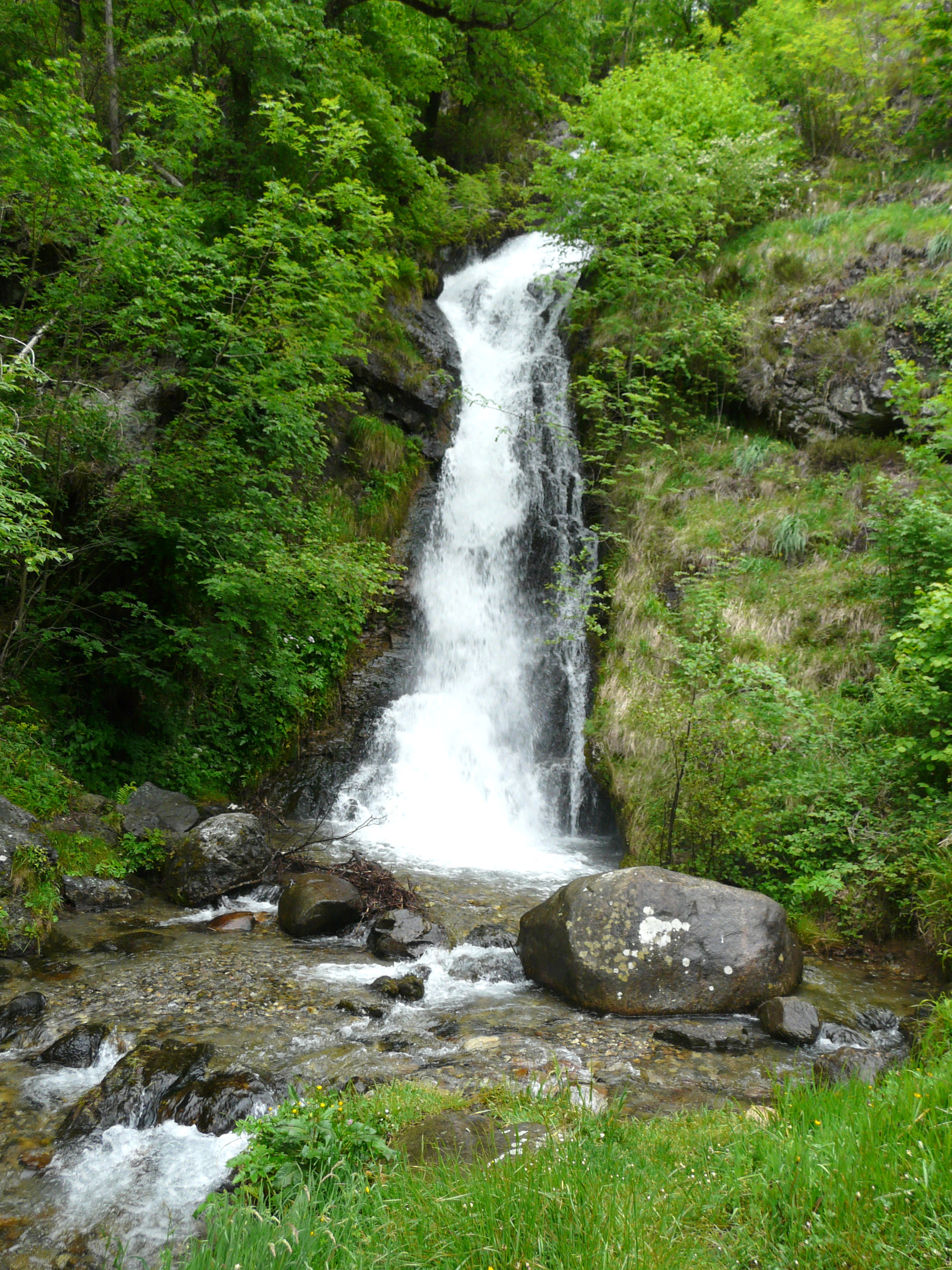
Водопад Сидони